# Portenschlagiella ramosissima
Portenschlagiella ramosissima är en flockblommig växtart som först beskrevs av Franz von Portenschlag-Ledermayer, och fick sitt nu gällande namn av Thomas Gaskell Tutin. Portenschlagiella ramosissima ingår i släktet Portenschlagiella och familjen flockblommiga växter. Inga underarter finns listade i Catalogue of Life.